# 太子堂車站
太子堂車站（日语：／ Taishidō eki */?）是東日本旅客鐵道（JR東日本）東北本線的鐵路車站，位於日本宮城縣仙台市太白區。根據JR系統的特定都區市內制度，本站屬於「仙台市內」範圍的車站。
本站是JR東日本仙台分社管轄範圍內的一個業務委託車站，日常業務由JR東日本子公司東北綜合服務（東北総合サービス）負責，管理上由隔鄰的長町車站統一管理。

## 車站結構
島式月台1面2線的高架車站。月台長度可容納9節編組的列車。站內設有綠色窗口（營業時間：6:00－21:00）及無障礙洗手間。

### 月台配置
| 月台 | 路線                                         | 方向 | 目的地           |
| ---- | -------------------------------------------- | ---- | ---------------- |
| 1    | ■東北本線 （包括■常磐線、■仙台機場Access線） | 下行 | 仙台、小牛田方向 |
| 2    | ■東北本線                                    | 上行 | 白石、福島方向   |
| 2    | ■常磐線                                      | 上行 | 亘理、濱吉田方向 |
| 2    | ■仙台機場Access線                            | 上行 | 仙台機場方向     |

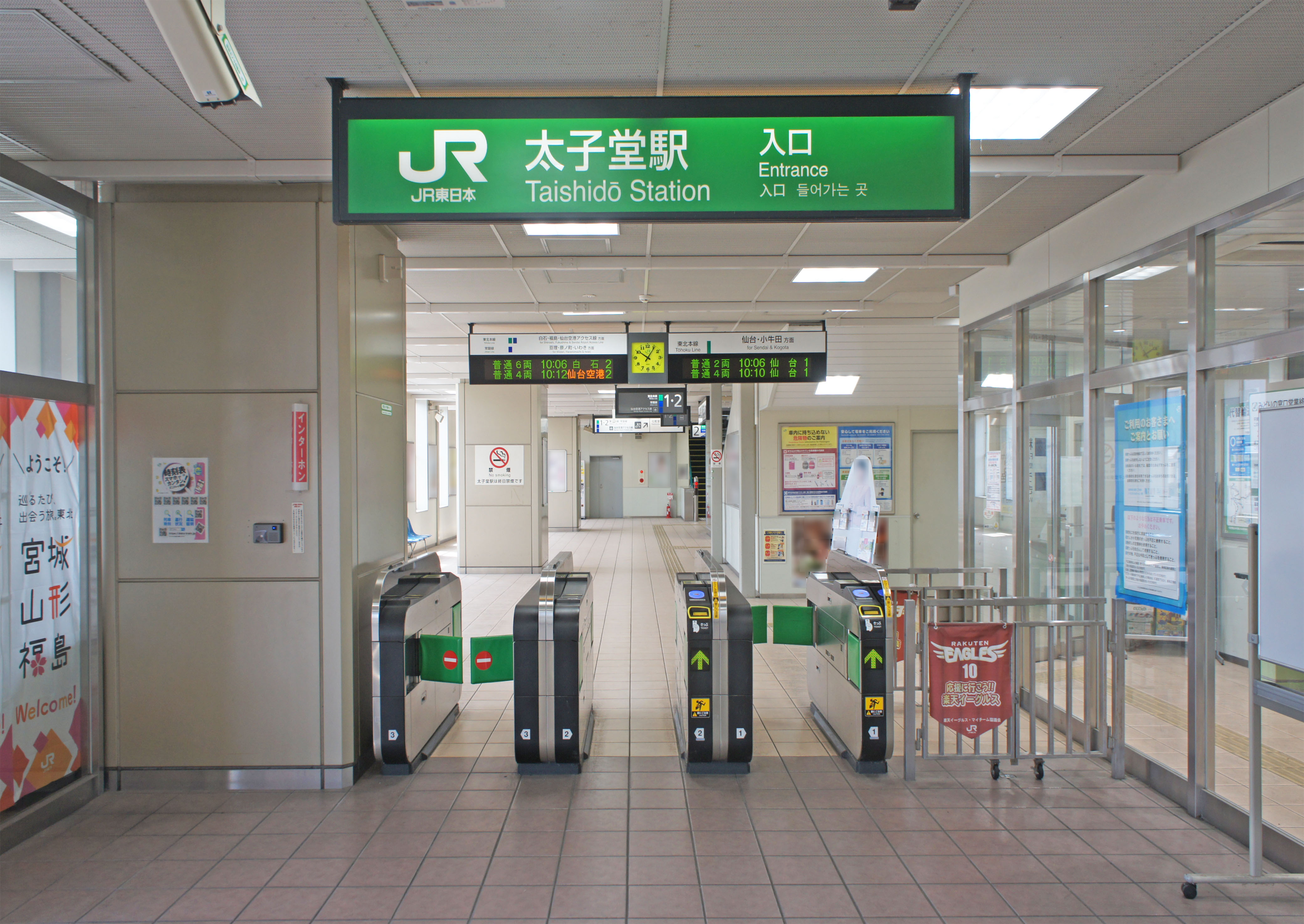
檢票口（2022年4月）
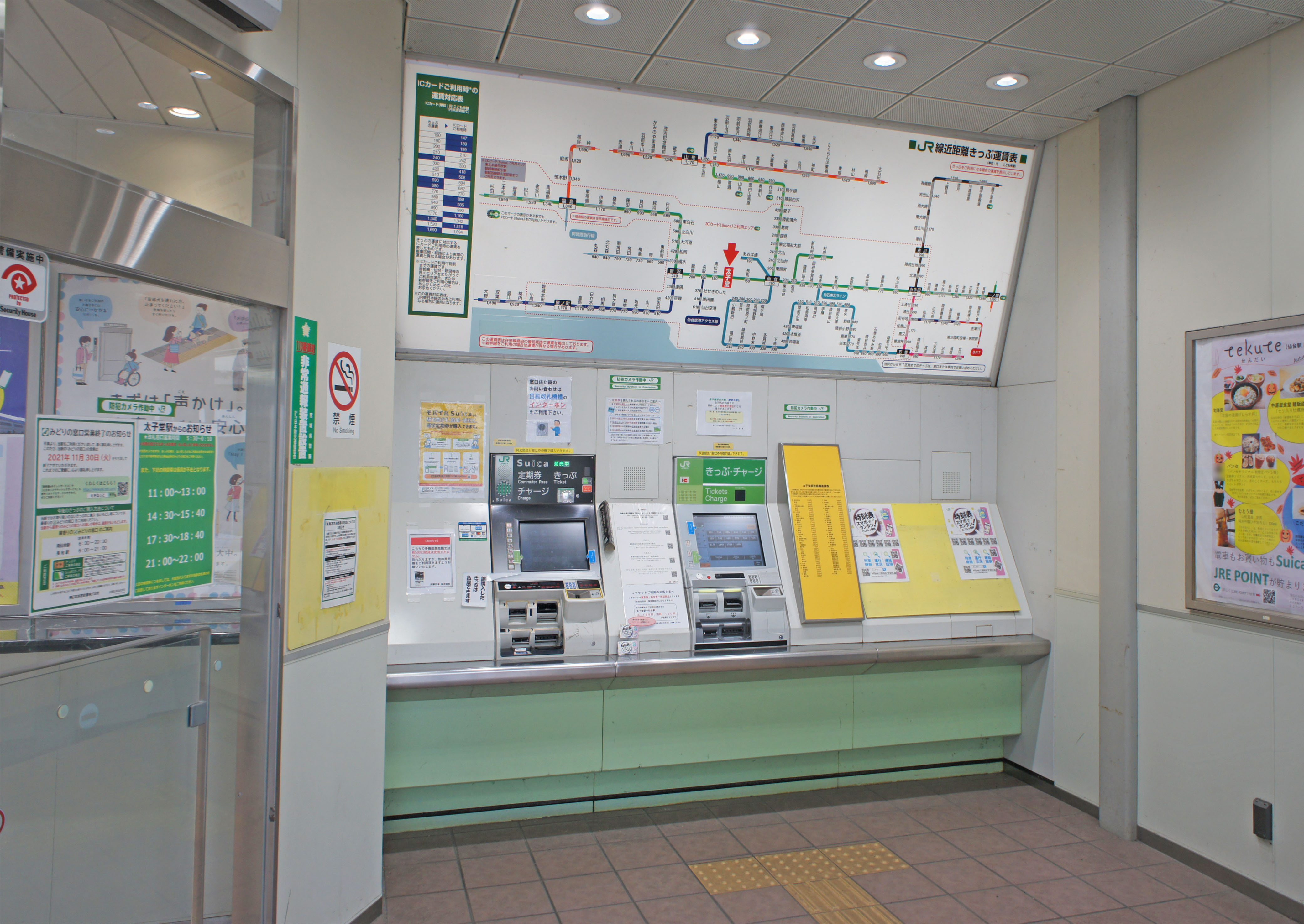
自動售票機（2022年4月）
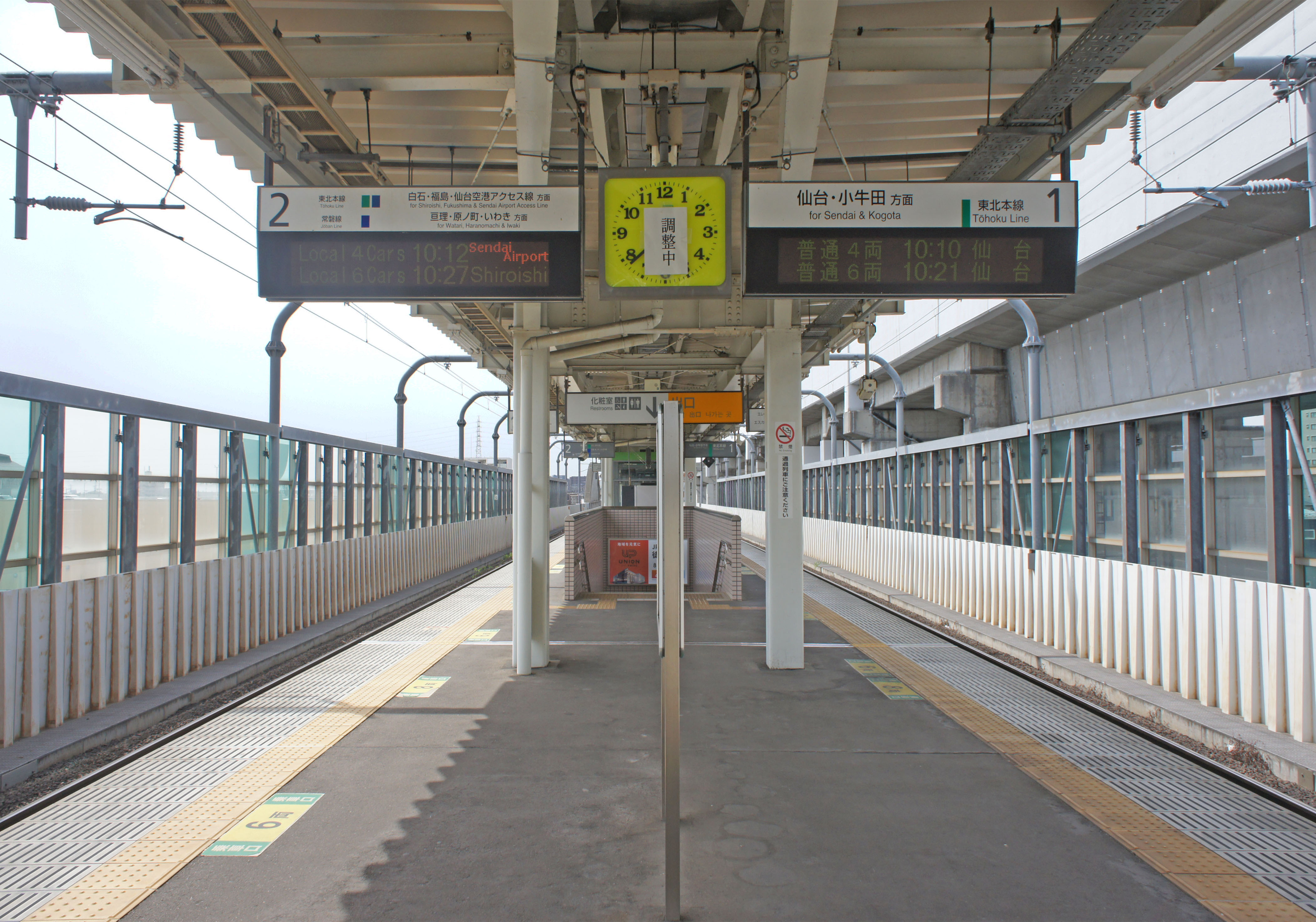
月台（2022年4月）

## 歷史
太子堂車站是由仙台市與都市再生機構向JR東日本要求設置的「請願車站」，作為配合仙台市長町地區境土地再開發計劃「Asuto長町」（あすと長町）的一部分。該計劃將日本貨物鐵道（JR貨物）東北支社的長町機廠（長町機關區，現名仙台綜合鐵道部）遷出後空置的用地發展而成。本站的興建與當時再開發計劃的另一部分——東北本線長町車站附近路段的高架化工程同時進行。高架路段則在本站開業前1年（2006年）啟用。
在計劃時，本站的臨時站名為「南長町」，但由於名稱近似仙台市營地下鐵南北線的長町南車站，因此改用鄰近地區的地名「太子堂」為名。至於「太子堂」這地名則是起源於附近的一個小祠堂，但目前此祠早已不存在。

### 年表
- 1995年（平成7年）6月－仙台市、都市再生機構及JR東日本簽署設置新站的備忘錄。
- 2007年（平成19年）3月18日－本站正式開業。平日上下行合共有228班普通列車停靠。

## 相鄰車站
東日本旅客鐵道
■東北本線、■常磐線、■仙台機場Access線
□快速「仙台城市快速」、□快速
通過
■普通
南仙台－太子堂－長町

## 外部連結
- JR東日本－太子堂車站（页面存档备份，存于）（日語）
- 仙台市－Asuto長町（日語）

38°13′4.27″N 140°52′59.97″E / 38.2178528°N 140.8833250°E